# Дует Германа Сафонова та Олени Строган
Дует скрипаля Германа Сафонова і піаністки Олени Строган — камерний ансамбль солістів Національної філармонії України, в репертуарі яких твори світової класичної і сучасної музики, а також нетрадиційна інтерпретація відомих музичних творів.

## Склад дуету
- Сафонов Герман Едуардович (скрипка), заслужений артист України (2002)[1]
- Строган Олена Анатоліївна (фортепіано), заслужена артистка України (2002)[1]

## Загальні відомості
Герман Сафонов і Олена Строган навчалися у Київській спеціалізованій музичній школі-інтернаті ім. М. Лисенка.
1989 — закінчили Національну музичну академію України (Герман Сафонов — учень професора О. Горохова, Олена Строган — учениця піаніста В. Винницького). 1996 року вони студіювали в Академії Менухіна (Швейцарія).
1994 — дует почав концертувати і швидко здобув популярність. 2002 року обом солістам було присвоєно звання заслужених артистів України.
Дует першим в Україні виконав твори композиторів Ч. Айвза, Й. Квандала, Е. Кшенека. Також вони є першими виконавцями низки творів сучасних українських композиторів.
Гастролювали у Польщі, Хорватії, Болгарії, Німеччині, Італії, Швейцарії, Франції.
2004 року здійснили запис компакт-диска на фірмі Comp music EMI licensee.
Скрипаль Герман Сафонов також виступає як соліст із провідними симфонічними оркестрами України.

## Участь у фестивалях
- «Київ Музик Фест»
- «Музичні діалоги»
- «Музичні прем'єри сезону» (всі — Україна)
- «Фестиваль К. Шимановського» (Закопане)
- «Загребський фестиваль» (Хорватія)
- «Apollonia» (Болгарія)